# Sinthusa malika
Sinthusa malika is een vlinder uit de familie van de Lycaenidae. De wetenschappelijke naam van de soort is voor het eerst geldig gepubliceerd in 1829 door Horsfield.